# Björnstad (TV-serie)
Björnstad är en svensk dramaserie som hade premiär på HBO Nordic 2020. Serien bygger på boken med samma namn skriven av Fredrik Backman. Björnstad består av fem avsnitt och är skapad av Anders Weidemann, Antonia Pyk, Linn Gottfridsson och för regin svarar Peter Grönlund. Serien fick positiva recensioner i svensk och amerikansk press.

## Handling
Hockeystjärnan Peter återvänder till hemstaden Björnstad i för att träna juniorlaget i ishockey. När en av juniorlagets spelare anklagas för att ha begått sexuella övergrepp på Peters dotter ställs allt i det lilla samhället på sin spets.

## Medverkande
- Ulf Stenberg – Peter Andersson
- Miriam Ingrid – Maya Andersson
- Oliver Dufåker – Kevin Erdahl
- Aliette Opheim – Mira Andersson
- Tobias Zilliacus – Mats Erdahl
- Jacob Nordenson – Sune
- Tomas Bergström – David
- Charlotta Jonsson – Maggan Lyt
- Otto Fahlgren – Benji Ovich
- Alfons Nordberg – William Lyt
- Erik Lundqvist – Bobo
- Rasmus Karlsson – Filip
- Najdat Rustom – Amat
- Sanna Niemi – Ana
- Lukas Wetterberg – Leo
- Einar Bredefeldt – Niklas Lyt
- Frida Sandberg – Nicki
- Hans Blomberg – Robban
- Helen Al-Janabi - Fatima

## Produktion

### Inspelning

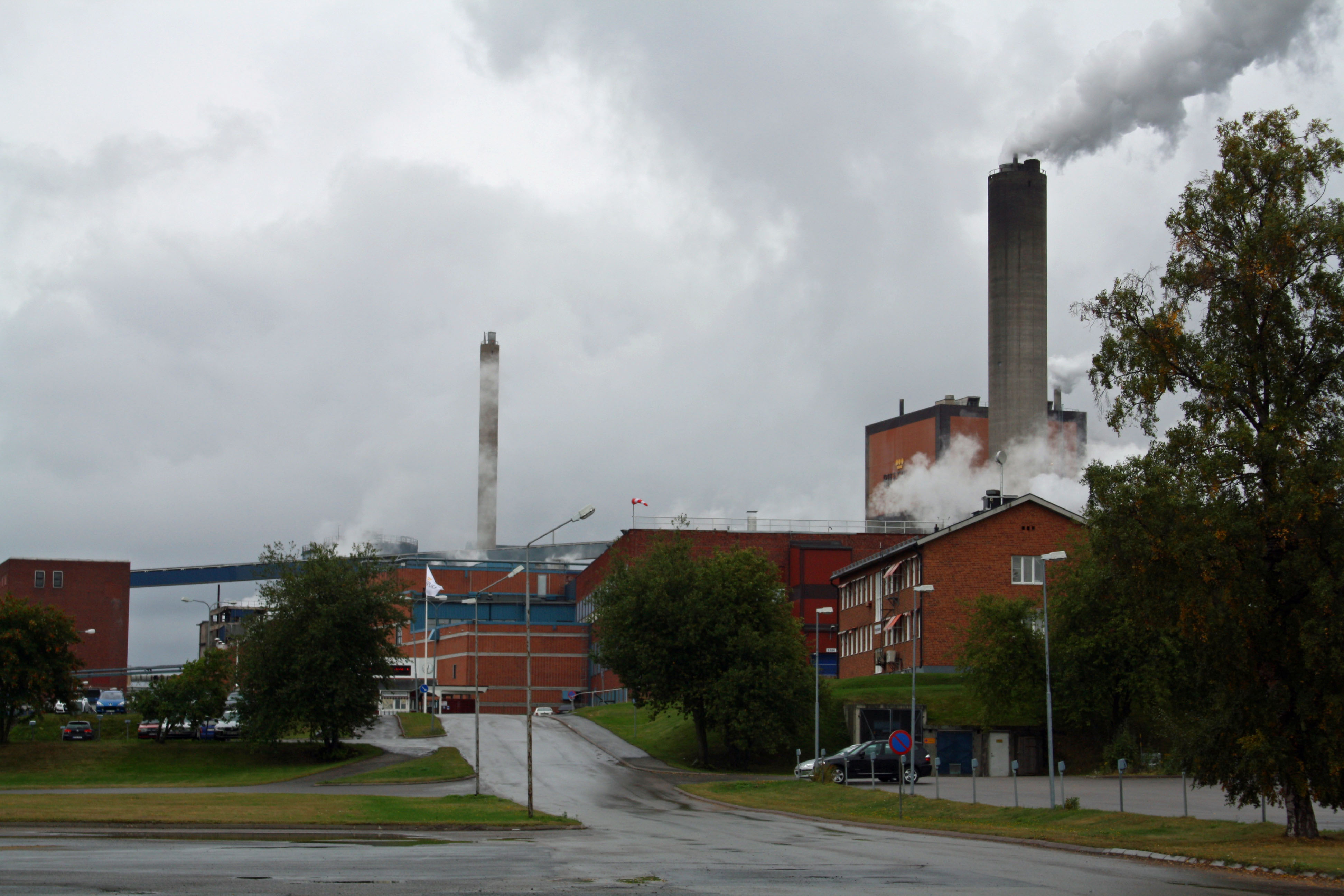
Pappersbruket i Karlsborg, Kalix kommun syns bland annat i serien.

Serien spelades in under år 2019 i Gällivare med omnejd samt i Övertorneå, Kalix, Haparanda, Malmberget och Kiruna.